# Szermierka na Letnich Igrzyskach Olimpijskich 1968
Szermierka na XIX Letnich Igrzyskach Olimpijskich w Meksyku odbywała się w dniach 15-25 października 1968 roku. Zawody rozgrywano w hali sportowej Magdalena Mixhuca Sports City.

## Klasyfikacja medalowa
| Lp. | Państwo | złoto | srebro | brąz | Razem |
| --- | ------- | ----- | ------ | ---- | ----- |
| 1   | ZSRR    | 3     | 4      | 0    | 7     |
| 2   | Węgry   | 2     | 2      | 3    | 7     |
| 3   | Polska  | 1     | 0      | 2    | 3     |
| 4   | Francja | 1     | 0      | 1    | 2     |
| 4   | Rumunia | 1     | 0      | 1    | 2     |
| 6   | Włochy  | 0     | 1      | 1    | 2     |
| 7   | Meksyk  | 0     | 1      | 0    | 1     |

## Medaliści

### Mężczyźni
| Złoto                                                                                           | Srebro                                                                                             | Brąz                                                                                                   |
| Floret                                                                                          | | |
| Ion Drîmbă                                                                                      | Jenő Kamuti                                                                                        | Daniel Revenu                                                                                          |
| Francja Jean-Claude Magnan · Daniel Revenu · Christian Noël · Gilles Berolatti · Jacques Dimont | ZSRR Jurij Sisikin · Wiktor Putiatin · Wasyl Stankowycz · Jurij Szarow · Gierman Swiesznikow       | Polska Zbigniew Skrudlik · Witold Woyda · Egon Franke · Ryszard Parulski · Adam Lisewski               |
| Szpada                                                                                          | | |
| Győző Kulcsár                                                                                   | Hryhorij Kriss                                                                                     | Gianluigi Saccaro                                                                                      |
| Węgry Zoltán Nemere · Győző Kulcsár · Pál Nagy · Csaba Fenyvesi · Pál Schmitt                   | ZSRR Hryhorij Kriss · Wiktor Modzolewski · Josyp Witebśkyj · Aleksiej Nikanczikow · Jurij Smolakow | Polska Bohdan Andrzejewski · Michał Butkiewicz · Bohdan Gonsior · Henryk Nielaba · Kazimierz Barburski |
| Szabla                                                                                          | | |
| Jerzy Pawłowski                                                                                 | Mark Rakita                                                                                        | Tibor Pézsa                                                                                            |
| ZSRR Umiar Mawlichanow · Mark Rakita · Wiktor Sidiak · Władimir Nazłymow · Eduard Winokurow     | Włochy Wladimiro Calarese · Rolando Rigoli · Pierluigi Chicca · Michele Maffei · Cesare Salvadori  | Węgry Tibor Pézsa · Miklós Meszéna · János Kalmár · Péter Bakonyi · Tamás Kovács                       |

### Kobiety
| Złoto | Srebro | Brąz                                                                                      |
| Floret                                                                                                   | |                                                                                           |
| Jelena Nowikowa                                                                                          | Pilar Roldán                                                                                                  | Ildikó Újlaky-Rejtő                                                                       |
| ZSRR Jelena Nowikowa · Galina Gorochowa · Aleksandra Zabielina · Tatjana Samusienko · Swietłana Czirkowa | Węgry Ildikó Újlaky-Rejtő · Ildikó Farkasinszky-Bóbis · Paula Marosi · Lídia Dömölky-Sákovics · Mária Gulácsy | Rumunia Ecaterina Stahl-Iencic · Ileana Drîmbă · Olga Szabó-Orbán · Ana Ene · Maria Vicol |

## Uczestnicy
W zawodach udział wzięło 275 szermierzy z 34 krajów:

- Antyle Holenderskie (3)
- Argentyna (10)
- Australia (5)
- Austria (5)
- Belgia (3)
- Brazylia (4)
- Egipt (4)
- Francja (20)
- Irlandia (4)
- Japonia (5)
- Kanada (5)
- Kuba (13)
- Liban (3)
- Luksemburg (1)
- Meksyk (14)
- NRD (4)
- Norwegia (2)
- Paragwaj (1)
- Peru (1)
- Polska (20)
- Portugalia (4)
- Portoryko (1)
- Rumunia (10)
- Szwecja (6)
- Szwajcaria (5)
- Stany Zjednoczone (20)
- Urugwaj (1)
- Wenezuela (4)
- Węgry (20)
- Wielka Brytania (17)
- Wietnam (1)
- Włochy (19)
- RFN (20)
- ZSRR (20)